# Karem la posesión
 Karem, la posesión es una película de horror sobrenatural y de drama mexicana del año 2021 escrita y dirigida por Henry Bedwell y distribuida por L'mento Films en conjunto con la distribuidora VideoCine. En la trama de película Karem, la hija más joven dentro de una familia atea en el estado de Durango durante los años ochenta es poseída por un poderoso demonio que le concede poderes mentales para defenderse de sus acosadoras pero al mismo tiempo volviéndola un peligro para sí misma y sus conocidos cuando ella se rehúsa a abandonar sus habilidades.
Tras haber sido retrasada de su estreno original en el año 2020 y estar en una producción de seis años, la película fue distribuida en su país de origen a partir del 30 de diciembre del 2021 en cines por una exhibición de casi tres semanas consecutivas. Recaudando una cantidad rentable de dinero en taquilla pero recibió en su mayoría críticas negativas de los especialistas que criticaron la dirección, actuaciones y la trama de la película.

## Argumento
En 1980 tras migrar de los Estados Unidos al estado de Victoria de Durango, los recién llegados Briseño se instalan en su nueva casa, una mansión de la que se rumorea está embrujada. Sin embargo, dado que los Briseño son ateos no le prestan atención a la reputación de su hogar. Una noche Karem la hija menor de la familia es despertada por unos misteriosos susurros que la llevan a encontrar una figura y posteriormente a descender hacia el sótano. Al día siguiente la niña intenta socializar con sus compañeras de clase en su nueva escuela solo para terminar siendo víctima de bullying y como Karem no sabe como responder a la situación acaba por desalentar a sus padres de intervenir. 
Sintiéndose sola Karem comienza a comunicarse a través de su diario con una misteriosa entidad invisible llamada Naro, quien se presenta amistoso con ella e incluso le ofrece ayudarla contra sus acosadoras confiriéndole habilidades sobrenaturales al punto en que es capaz de mover muñecas de papel con su mente mientras ella mantiene todo en secreto de sus padres. Al día siguiente, en la escuela, Karem se mete en problemas con su maestra durante un examen cuando es inculpada de copiar, por lo que ella hace que uno de sus compañeros le de un puñetazo a una de las chicas. Conforme pasan los días Karem comienza a comportarse de forma más temperamental y recluida de tal forma que su maestra la castiga y llama a sus padres para notificarles de su comportamiento. Cuando Karem vuelve a ser molestada por sus acosadoras provoca que una de ellas Fabiola, escupa sangre junto a bolas de papel por lo que es hospitalizada por cuatro días. 
Uno de los amigos de los Briseño y sacerdote, Miguel se pone a investigar sobre la casa descubriendo que los primeros dueños de la misma fueron víctimas de un demonio que le confirió poderes al hijo de la familia y fue causante de la muerte de todos cuando el padre de familia se armó con una escopeta y mató a todos lo presentes incluido el mismo. En la escuela Karem es confrontada por el resto de sus acosadoras quienes la acusan de ser responsable de la condición de Fabiola, pero Karem le clava un lápiz en la mano a una de ellas y provoca sus muertes así como dejar gravemente herida a su maestra al ser poseída completamente por Naro. El incidente deja clausurada las clases y cuando Miguel llega a la casa a compartir su descubrimiento por la familia todos con excepción de Abraham, se plantean la idea de que la casa podría estar embrujada de verdad.
A pesar de que Abraham le pide no comunicarse con sus superiores, Miguel logra hablar con los sacerdotes de la iglesia para comentarles sobre la situación de los Briseño y aunque su petición es rechazada, él eventualmente recibe apoyo cuando informa sobre la participación de Naro. Mientras tanto Karem convence a su hermana Laura de que la lleve a visitar a su maestra en el hospital pero como ella sigue en terapia intensiva es informada de que Fabiola ha mejorado en su salud, para cuando Karem se queda a solas con Fabiola, está última intenta disculparse solo para ser rechazada por Karem que la remata provocando su muerte y haciéndola parecer como una complicación médica. Esa misma noche Karem irrumpe en la habitación de Laura y toma control de ella, consiguiendo que la adolescente visite a la maestra y la asesine al asfixiarla con una almohada.
Laura es arrestada por ser encontrada culpable del homicidio de la maestra lo que provoca que una arrepentida Karem confronte a Naro para pedirle que la deje en paz a ella y a su familia. Sin embargo Naro se rehúsa asegurando que ahora son de su propiedad y toma control de ella y de su hermano Eduardo. Conforme Abraham y Mariana llegan a la casa descubren que está plagada de eventos sobrenaturales como la aparición de las víctimas anteriores, objetos moviéndose solos y la manifestación del propio Naro. Mariana intenta razonar con Karem pero está totalmente controlada por Naro la asesina delante de su impotente padre. El sacerdote enviado por la iglesia intenta exorcizar a Naro fuera del cuerpo de Eduardo, antes de que este acabe con la vida del joven cuando le arranca sus brazos, provocando que se desangre. Naro continúa atacando a la familia y a los sacerdotes provocando la muerte de Miguel y Abraham, lo que deja al sacerdote solo con la poseída Karem a quien aparentemente asesina cuando intenta exorcizar y la apuñala con una navaja. El incidente con los Briseño es encubierto por la iglesia quienes toman a Karem bajo su custodia y guardan su diario en una bóveda. Algún tiempo después una encarcelada Laura es contactada por Naro cuando este le pregunta en su celda si quiere jugar con él. 
En una escena entre los créditos Karem es escoltada por una monja para que se le realice una lobotomía, presumiblemente para evitar que sea utilizada por Naro de nuevo y que desarrolle poderes psíquicos.
Durante los créditos también aparece la que sería la última fotografía de la verdadera Karem y su familia, acompañada de una frase en latín que supuestamente la verdadera Karem solía decir mientras estaba poseída: “Quia non refert quid vis ut nunc. nonne tu es hinc. Hinc illum sicut me”, que significa “Porque no importa lo que quieras ahora. ¿No eres de aquí? Por eso le gusto”.

## Elenco
- Daniel Martinez como Abraham Briseño
- Dominika Paleta como Mariana Briseño
- Raquel Rodriguez como Karem Briseño
- Miranda Kay como Laura Briseño
- Gregorio Urquijo como Eduardo Briseño[6]

## Producción
La película es producida por Rigoberto Castañeda en conjunto con L'mento films. Originalmente la actriz Miranda Kay fue contratada para el rol titular de Karem Briseño sin embargo, dado que la producción se concreto en seis años, fue eventualmente contratada para interpretar a la hermana mayor. El director de fotografía Junichiro Hayashi aceptó el trabajo después de que el director Henry Bedwell le envió el guion cinematográfico y viajó a México para la etapa de filmación.
El rodaje comenzó en el 2019 en el estado de Durango, México y se basa en un caso de la vida real de posesión demoniaca en Latinoamérica. No obstante Bedwell solo uso el caso como una inspiración para la trama de la película la cual es en su mayoría ficticia. Algunas escenas se filmaron en locaciones reales de Durango como el Velatorio "El Sabino",  la escuela primaria Guadalupe Victoria y el museo de artes Guillermo Ceniceros. El director sintió que el estado de Durango le permitió al equipo de filmación trabajar con libertad debido a que el estado es habitualmente usado como un set de filmación para películas y series de televisión.

## Distribución
La película tuvo su premier mundial en Durango el 7 de diciembre del 2021 durante el festival de cine "Feratum 2021". Alrededor de un mes antes de su estreno en cine el 30 de diciembre del mismo año. Como la mayoría de las películas filmadas durante la temporada de 2019-2020 en México, la película fue retrasada de su fecha original en 2020. La fecha oficial fue seleccionada en diciembre para que la película se estrenara en 2021.

## Recepción

### Taquilla
Box Office Mojo calcula que la película recolecto un estimado de 311 748 dólares desde su semana de estreno a partir del 30 de diciembre del 2021 a principios del 2022. Para su segundo fin de semana logró reunir 647 043 dólares adicionales para generar un total de 176 466 dólares. La taquilla se vio principalmente afectada por su distribución a principios de enero de 2022 y por tener que competir contra largometrajes como Spider man: Sin regreso a casa y The Matrix Resurrections. Su total  de ganancias es de 792 795 dólares en una exhibición teatral de quince semanas aproximadamente.

### Respuesta de la crítica
Mishel Luna de Tomatazos llamó a la película como predecible y nada aterradora debido a sus secuencias irrealistas y por su falta de innovación, concluyendo: "Karem, la posesión pudo ser una mejor película, pero carece de atención en los detalles y la investigación con tal de explotar la historia real tal como lo fue la de la familia real de Durango."
En su crítica para "Spoiler" Luis Leonardo Súarez califico a la película como mediocre por su uso de clichés sobre películas de exorcismos y posesiones así como criticar las actuaciones del elenco. Destacando únicamente la cinematografía del director de fotografía Junichiro Hayashi. De forma parecida AJ Navarro de Crónica aduló la fotografía de la película junto a los escenarios como lo más destacado de la obra y criticó la trama y dirección de Bedwell considerando que comete los mismos errores de introducir varios elementos trillados del género del horror, conluyendo: "Así, Karem: La posesión es otro intento que no logra convencer ni provocar miedo por parte de un director que está en la constante búsqueda de generar un buen relato de género pero que no ha encontrado la idea que consolide sus buenas intenciones".